# Radcliffea smithii
Radcliffea smithii là một loài thực vật có hoa trong họ Đại kích. Loài này được Petra Hoffm. & K.Wurdack mô tả khoa học đầu tiên năm 2006.